# Spannbandbrücke

Schema einer mehrspannigen Spannbandbrücke

Spannbandbrücke ist der von Ulrich Finsterwalder geprägte Begriff für eine leicht durchhängende Brücke, deren Tragkonstruktion aus einer Vielzahl von Spanngliedern besteht, die in einer dünnen Betonplatte eingebettet und vorgespannt sind, wobei die Platte als Fahrbahn dient, aber keine tragende Funktion hat außer der örtlichen Lastverteilung. Die dabei auftretenden großen Horizontalkräfte erfordern eine aufwendige Verankerung im Felsgrund bzw. in großen Widerlagern.

## Beschreibung
Spannbandbrücken sind in der Regel Fußgängerbrücken. Sie haben meist separate Spannglieder als Tragseile und zur Vorspannung des Spannbandes. Die stählernen Spannglieder werden bisweilen durch Zugbänder aus Stahl oder CFK ersetzt.
Auf den Tragseilen werden dünne Betonplatten aus Fertigteilen montiert, die anschließend vorgespannt werden. Gelegentlich dient eine unter die Tragseile gehängte Platte auch als verlorene Schalung für die auf den Tragseilen und Spanngliedern eingebrachte Ortbetonplatte. Auch Verbundkonstruktionen zwischen stählernen Bändern und einer Ortbetonplatte wurden ausgeführt. Es gibt auch Spannbandbrücken, die vollständig aus Stahl bestehen oder die Steinplatten anstelle der Betonplatte verwenden. In einigen Fällen wurde das Spannband auch aus verleimtem Brettschichtholz erstellt.
Die Widerlager werden als Ankerblöcke ausgeführt, die regelmäßig durch Bodenanker im Untergrund rückverankert werden. An den Widerlagern und Pfeilern wird eine übermäßige Biegung der Tragseile und Spannglieder durch auskragende, gebogene Schenkel und Kabelsättel verhindert.
Eine Abwandlung sind Spannbandbrücken mit einem auf dem Spannband aufgeständerten Fahrbahnträger, wenn eine ebene Fahrbahn gewünscht ist, insbesondere für Straßenbrücken. Eine andere Abwandlung ist eine mit einem weitgespannten Betonbogen kombinierte Spannbandbrücke, bei der der Mittelpfeiler durch einen weitgespannten Betonbogen ersetzt wird. Manchmal wird dieser durch seitliche Druckstreben mit dem Spannband zu einer selbverankerten Einheit verbunden. Eine Spannbandbrücke in Form eines dreiarmigen Sterns wurde als Attraktion eines Golfplatzes gebaut, deren drei Stege so am Rand eines tief liegendes Teiches befestigt sind, dass die Brücke über ihm schwebt.

## Geschichte
Finsterwalder war in den 1950er und 1960er Jahren maßgeblich an der Entwicklung des Freivorbaus von Spannbetonbrücken beteiligt. In einer Zeit, als Seilbrücken nur als abenteuerliche Methode zur Querung von Schluchten im Himalaya oder den Anden bekannt waren, schlug er die Spannbandbrücke als neuartige Konstruktion für die Überbrückung großer Spannweiten vor, für die die bisherigen Spannbetonbrücken zu schwer wären. Durch ihre straff gespannten Spannglieder oder Spannseile sollte der Durchhang auf ein auch für Kraftfahrzeuge akzeptables Maß begrenzt werden. Die Betonplatte sollte ihnen eine sichere Fahrbahn bieten. Die Vorspannung der Platte sollte die Schwingungsanfälligkeit der Seilbrücke dämpfen.
Er legte Entwürfe für eine Bosporusbrücke und die Kölner Zoobrücke vor. Der Bosporus sollte mit einem 1200 m langen und 30 cm dicken, von Ufer zu Ufer reichenden Spannband überbrückt werden, das von zwei Pylonen mit beidseits 100 m langen Spannbetonauslegern gestützt wird. Das Spannband würde auf den rund 400 m weiten Felder über 200 m frei hängen, wobei der Durchhang von 1,45 m eine Verkehrsgeschwindigkeit von 90 km/h erlauben würde. Bei der Zoobrücke würde nach dem gleichen System eine 294 m weite Hauptöffnung mit einem 166 m langen und 24 cm dicken Spannband überbrückt. Der geringe Durchhang hätte große Horizontalkräfte bewirkt und deshalb aufwendige Widerlager und relativ viele Spannglieder erfordert. Für große Straßenbrücken ist die Idee deshalb nie ausgeführt worden.
Die von der Ed. Züblin & Cie. AG, Zürich entworfene und 1963/1964 als erste Spannbandbrücke ausgeführte Transportbandbrücke der Zementfabrik Holderbank-Wildegg in Möriken-Wildegg AG hatte eine Spannweite von 216 m und einen wesentlich größeren Durchhang. Ihre Kosten lagen deshalb nicht über der einer üblichen, mehrfach gestützten Konstruktion.
Zu dieser Zeit entstand in Uruguay die von Leonel Viera geplante und später nach ihm benannte Puente Leonel Viera, eine 150 m lange zweispurige Straßenbrücke mit einer Spannweite von 90 m in Punta del Este, die aber in Europa kaum bekannt wurde. Sie hat einen markanten Durchhang und ist nach wie vor wohl die einzige Spannband-Straßenbrücke ohne Aufständerung des Fahrbahnträgers, wenn man davon absieht, dass sie 2002 verdoppelt wurde.
Der von René Walther geplante und 1965 gebaute Fussgängersteg Birchweid in Pfäffikon SZ mit einer Spannweite von 40 m war dann die erste in Europa gebaute öffentlich zugängliche Spannbandbrücke, die zum Vorbild zahlreicher Fußgängerbrücken auf der ganzen Welt wurde.
Für die Weltausstellung Expo ’70 in Osaka wurde die 27 m lange Brücke Nr. 9 gebaut.
Finsterwalder und Dywidag bauten 1969/1970 den Karlssteg in Freiburg im Breisgau, eine 136,50 m lange Fußgängerbrücke mit Stützweiten von 25,50 + 30,00 + 30,45 m. Die SAPPRO ließ 1971 im Kanton Genf die 136 lange Passerelle du Lignon bauen, an der ihre Pipeline seitlich befestigt wurde.
Kurz danach wurde die von T. Y. Lin entworfene Puente Rafael Iglesias (1974) in Costa Rica gebaut, die erste Straßenbrücke mit einem auf dem Spannband aufgeständerten horizontalen Fahrbahnträger. Später wurden drei vergleichbare Fußgängerbrücken gebaut, die Hayahinomine-Brücke (1977) in Miyazaki, Japan mit einer Spannweite von 49 m, die Taojin-Brücke (1988) in Dongkou, Hunan, China mit einer Spannweite von 74 m und die Shiosai-Brücke (1995) in Kuniyasu, Kakegawa, Shizuoka, Japan mit Spannweiten von 55 + 61 + 61 + 55 m. Die in Japan 2003 gebaute Nozomi-Brücke ist eine weitere Spannbandbrücke mit aufgeständertem Fahrbahnträger für den Straßenverkehr.
Leonhardt, Andrä und Partner planten den Rosensteinsteg II für die Bundesgartenschau 1977, eine rund 29 m überspannende Fußgängerbrücke (die 2014 für die Baustelle Leutzetunnel abgebaut und 2019 durch einen Neubau ersetzt wurde).
Jiří Stráský entwarf während seiner Tätigkeit in Olomouc (Olmütz), bei T. Y. Lin in San Francisco und in Brno (Brünn) eine Reihe von Spannbandbrücken, zum Beispiel die Trojská lávka (1984) in Prag, die Sacramento River Trail Pedestrian Bridge in Redding, CA, mit Charles Redfield, die Rogue River Pedestrian Bridge in Grants Pass, OR, oder die Kent Messenger Millennium Bridge, und beeinflusste die Entwicklung durch zahlreiche Veröffentlichungen.

## Brücken (Auswahl)
| Bild                 | Name                                           | Bau- jahr | Spann- weite m | Länge m | Ort                                    | Land | Anm.                                                                        |
| -------------------- | ---------------------------------------------- | --------- | -------------- | ------- | -------------------------------------- | ---- | --------------------------------------------------------------------------- |
|                      | Puente Leonel Viera                            | 1965      | 090            | 150     | Punta del Este                         | UY   | Stützweiten 30 + 90 + 30 m                                                  |
|                      | Fussgängersteg Birchweid                       | 1965      | 040            | 048     | Pfäffikon SZ                           | CH   |                                                                             |
|                      | Karlssteg                                      | 1970      | 030,45         | 136,50  | Freiburg im Breisgau                   | D    | Stützweiten 25,5 + 30,0 + 30,45 m                                           |
|                      | Passerelle du Lignon                           | 1971      | 136            | 136     | Kanton Genf                            | CH   | Mit Rohrbrücke kombinierte Fussgängerbrücke                                 |
| Foto                 | Puente Rafael Iglesias                         | 1974      | 124            | 204     | Alajuela                               | CR   | Aufgeständerter Fahrbahnträger, kombinierte Spannband- und Sprengwerkbrücke |
| Foto                 | Hayahinomine-Brücke                            | 1977      | 049            | 049     | Miyazaki                               | JP   | Aufgeständerter Fahrbahnträger                                              |
|                      | Fußgängerbrücke Hvězdonice                     | 1977      | 080            | 131     | Hvězdonice                             | CZ   |                                                                             |
|                      | Trojská lávka (1984)                           | 1984      | 090            | 256     | Prag                                   | CZ   | 2017 wohl wegen mangelnder Wartung eingestürzt                              |
|                      | Fußgängerbrücke Kroměříž                       | 1984      | 063            | 076     | Kroměříž                               | CZ   |                                                                             |
|                      | Holzbrücke bei Essing                          | 1986      | 074            | 190     | Essing                                 | D    | Stützweiten 31 + 32 + 74 + 35 m                                             |
|                      | Fußgängerbrücke über den Ruderkanal Plowdiw    | 1989      | 150            | 246     | Plowdiw                                | BG   | Stützweiten 48 + 150 + 48 m                                                 |
| Foto?                | Kikko-Brücke                                   | 1991      | 3 × 37,5       |         | Tsu                                    | JP   | Sternförmige Spannbandbrücke                                                |
|                      | Shiosai-Brücke                                 | 1995      | 061            | 232     | Kakegawa                               | JP   | Aufgeständerter Fahrbahnträger, Stützweiten 55 + 61 + 61 + 55 m             |
|                      | Yumetsuri-Brücke                               | 1996      | 147,6          | 172,6   | Hattabara-Stausee, Präfektur Hiroshima | JP   |                                                                             |
|                      | Glacisbrücke Ingolstadt Fuß- und Radwegbrücke  | 1998      | 076            | 164     | Ingolstadt                             | D    | Fuß- und Radwegbrücke seitlich unterhalb der Straßenbrücke                  |
| Foto?                | Heinrich-Schneider-Brücke vorm. Börstel-Brücke | 2000      | 035            | 86      | Löhne                                  | D    | Kombinierte Spannband- und Bogenbrücke                                      |
|                      | Rogue River Pedestrian Bridge                  | 2000      | 085            | 200,5   | Grants Pass, Oregon                    | USA  | Stützweiten 73 + 85 + 43 m                                                  |
|                      | Kent Messenger Millennium Bridge               | 2001      | 049,5          | 101,5   | Maidstone                              | GB   | Erste im Grundriss geknickte Spannbandbrücke                                |
|                      | Nozomi-Brücke                                  | 2003      | 090            | 092     | Präfektur Gifu                         | JP   | Aufgeständerter Fahrbahnträger                                              |
|                      | Seiun-Brücke                                   | 2004      | 094            | 097     | Präfektur Tokushima                    | JP   | Aufgeständerter Fahrbahnträger                                              |
|                      | Drachenschwanz                                 | 2006      | 065            | 225     | Neue Landschaft Ronneburg              | D    | Holzbrücke                                                                  |
| Foto auf Google Maps | Geh- und Radwegbrücke über die D 35            | 2007      | 064            | 083     | Olomouc (Olmütz)                       | CZ   | Kombinierte Spannband- und Bogenbrücke                                      |
|                      | Aaresteg Mülimatt                              | 2010      | 078            | 183     | Brugg – Windisch                       | CH   | Die längste Spannbandbrücke der Schweiz                                     |
| Foto auf cbp.ch      | Aarestege Rupperswil und Auenstein             | 2010      | 074            | 102     | Rupperswil – Auenstein                 | CH   | Stählerne Spannbandbrücken                                                  |
|                      | Slinky springs to fame                         | 2011      | 066            | 406     | Oberhausen                             | D    | Beitrag zum Projekt EMSCHERKUNST.2010                                       |
|                      | Pasarela Pedro Gómez Bosque                    | 2011      | 085            | 085     | Valladolid                             | ES   |                                                                             |
| Foto auf annabau.com | Max-Gleißner-Brücke                            | 2013      | 037,5          | 075     | Tirschenreuth                          | D    | Holzbrücke Beitrag zur Landesgartenschau Tirschenreuth 2013                 |